# Châtonnaye
Châtonnaye (Freiburger Patois Tsathounênaⓘ) ist eine politische Gemeinde im Distrikt Glâne des Kantons Freiburg in der Schweiz.

## Geographie
Châtonnaye liegt auf 692 m ü. M., 7 km nordnordöstlich des Bezirkshauptortes Romont (Luftlinie). Das Bauerndorf erstreckt sich an aussichtsreicher Lage an einem nach Nordwesten geneigten Hang im Molassehügelland östlich des mittleren Broyetals, im Freiburger Mittelland.
Die Fläche des 6,3 km² grossen Gemeindegebiets umfasst einen Abschnitt der Molassehöhen im Freiburger Mittelland. Der Gemeindeboden erstreckt sich vom Plateau Les Corvets (600 m ü. M.) am Rand des Broyetals nach Südosten über den Hang von Châtonnaye und den Wiesenhügel Fin d’Amont (750 m ü. M.) bis in die Talniederung der Arbogne. Dabei verläuft die südwestliche Grenze abschnittsweise im tief in die Molasseschichten eingeschnittenen Erosionstal des Dorfbachs von Marnand. In einem schmalen Zipfel reicht die Gemeindefläche nach Süden bis in das Quellgebiet der Arbogne. Im Waldbereich südlich des Hofes Grange-des-Bois wird mit 782 m ü. M. der höchste Punkt von Châtonnaye erreicht. Von der Gemeindefläche entfielen 1997 5 % auf Siedlungen, 23 % auf Wald und Gehölze und 72 % auf Landwirtschaft.
Zu Châtonnaye gehören die Weiler Le Bas (662 m ü. M.) unterhalb und Le Haut (718 m ü. M.) oberhalb des Dorfes, La Brévire (746 m ü. M.) auf dem Hügel Fin d’Amont sowie einige Einzelhöfe. Nachbargemeinden von Châtonnaye sind Torny und Villaz im Kanton Freiburg sowie Villarzel, Valbroye und Trey im Kanton Waadt.

## Bevölkerung
Mit 865 Einwohnern (Stand 31. Dezember 2023) gehört Châtonnaye zu den kleineren Gemeinden des Kantons Freiburg. Von den Bewohnern sind 90,0 % französischsprachig, 8,7 % deutschsprachig, und 0,4 % sprechen Italienisch (Stand 2000). Die Bevölkerungszahl von Châtonnaye belief sich 1850 auf 371 Einwohner, 1900 auf 394 Einwohner. Im Verlauf des 20. Jahrhunderts nahm die Bevölkerungszahl bis 1950 (453 Einwohner) langsam zu, bevor durch starke Abwanderung bis 1980 ein Rückgang um fast 25 % auf 342 Personen erfolgte. Seither wurde wieder ein deutliches Bevölkerungswachstum verzeichnet.
Einwohnerzahlen: Volkszählungsdaten

## Wirtschaft
Châtonnaye war bis in die zweite Hälfte des 20. Jahrhunderts ein vorwiegend durch die Landwirtschaft geprägtes Dorf. Noch heute haben die Milchwirtschaft, die Viehzucht und der Ackerbau einen wichtigen Stellenwert in der Erwerbsstruktur der Bevölkerung.
Weitere Arbeitsplätze sind im lokalen Kleingewerbe und im Dienstleistungssektor vorhanden. Im Dorf haben sich einige kleinere Betriebe, darunter des Metallbaus und der Informationstechnologie, niedergelassen.
Seit 1940 befindet sich bei Châtonnaye eine Kurzwellen-Empfangsstation. Bis zur Inbetriebnahme des Seekabels TAT-1 waren nur über diese Station und über den Kurzwellensender Schwarzenburg Telefonverbindungen in die USA möglich. Heute wird die Station vom Bundesamt für Kommunikation zur Funküberwachung betrieben.
In den letzten Jahrzehnten hat sich das Dorf auch zu einer Wohngemeinde entwickelt. Viele Erwerbstätige sind deshalb Wegpendler, die hauptsächlich in den Regionen Romont, Payerne und Freiburg arbeiten.

## Verkehr
Die Gemeinde ist verkehrstechnisch recht gut erschlossen. Sie liegt an der Hauptstrasse von Romont nach Payerne. Durch die Postautokurse, die von Romont nach Payerne bzw. von Romont nach Avry verkehren, ist das Dorf an das Netz des öffentlichen Verkehrs angeschlossen.

## Geschichte
Das Gemeindegebiet von Châtonnaye war schon sehr früh besiedelt. In einem vermutlich um 500 vor Christus angelegten Tumulus aus der Hallstattzeit wurden reiche Grabbeigaben, darunter ein goldener Halsreif, gefunden. Auch aus der Römerzeit wurden einzelne Überreste entdeckt. Die erste urkundliche Erwähnung des Ortes erfolgte 1228 unter dem Namen Chastenaie; 1402 erschien die Bezeichnung Chastonaye. Der Ortsname ist vom lateinischen Wort castanetum (Kastanienhain) abgeleitet.
Seit dem Mittelalter bildete Châtonnaye eine eigene kleine Herrschaft; das Adelsgeschlecht von Châtonnaye ist seit dem 13. Jahrhundert bezeugt. Als die Berner 1536 das Waadtland eroberten, kam das Dorf unter die Herrschaft von Freiburg und wurde der Vogtei Romont zugeteilt. Nach dem Zusammenbruch des Ancien Régime (1798) gehörte Châtonnaye während der Helvetik und der darauf folgenden Zeit zum Bezirk Romont und wurde 1848 in den Bezirk Glâne eingegliedert.
Die Gemeinde war ursprünglich am Projekt der Fusion von Torny-le-Grand, Middes und Châtonnaye interessiert. Aufgrund des Widerstands der Bevölkerung bezüglich Sitz der Gemeindeverwaltung und Name der neuen Gemeinde blieb Châtonnaye bis heute politisch selbständig. Eine Fusion mit Torny per 1. Januar 2026 wurde im Februar 2025 in Châtonnaye angenommen, scheitere jedoch am knappen Nein in der Gemeinde Torny.

## Sehenswürdigkeiten
Seine erste Kapelle erhielt Châtonnaye im Jahr 1524. Die heutige Kirche Sainte-Anne wurde 1884 an der Stelle eines Vorgängerbaus von 1700 errichtet.

## Persönlichkeiten
- Dylan Page (* 1993), Radsportler
- Pierre-André Page (* 1960), Schweizer Politiker (SVP)